# 夏石农
夏石农（1908年—1981年），男，湖北鄂城人，中华人民共和国政治人物，曾任武汉市政协副主席，第三、四届全国政协委员。